# Zachary Pangelinan
Zachary Pangelinan (ur. 16 czerwca 1988, Hagåtña) – reprezentant Guamu w piłce nożnej i futsalu, a następnie rugbysta, uniwersalny zawodnik formacji ataku reprezentujący Stany Zjednoczone zarówno w wersji siedmio-, jak i piętnastoosobowej.

## Piłka nożna
W lidze guamskiej występował początkowo w reprezentacyjnej drużynie U-18, a następnie w zespole Guam Shipyard, z którym zwyciężył w rozgrywkach w 2006 roku będąc dodatkowo najskuteczniejszym w serii wiosennej. Z drużyną tą był związany do 2009 roku.
Karierę reprezentacyjną rozpoczynał od rozgrywek futsalowych – w 2004 roku z kadrą złożoną w większości z nastoletnich zawodników uczestniczył w mistrzostwach Azji doznając trzech dotkliwych porażek. Rok później znalazł się w szerokim składzie, lecz na same mistrzostwa nie pojechał. Udało mu się to jednak w roku 2007, Guamczycy w eliminacjach do mistrzostw kontynentu ponownie przegrali wszystkie trzy pojedynki, a sam zawodnik w dwóch z nich wpisywał się na listę strzelców.
Mając siedemnaście lat zadebiutował w seniorskiej piłkarskiej reprezentacji w rozegranych w Tajpej eliminacjach Pucharu Azji Wschodniej 2005 – w czterech spotkaniach Guamczycy stracili 49 bramek, zaś ich jedyną zdobył właśnie Pangelinan. W 2006 roku został zgłoszony do składu na AFC Challenge Cup, lecz nie zagrał w żadnym spotkaniu. W pierwszej fazie kwalifikacji do Pucharu Azji Wschodniej 2008 w dwumeczu z Marianami Północnymi strzelił siedem z dwunastu goli swojego zespołu, w trzech przegranych spotkaniach drugiej rundy powiększył zaś swój dorobek o kolejną bramkę. Ostatnie trzy występy w kadrze zaliczył podczas eliminacji do AFC Challenge Cup 2008 – pomimo jego dwóch bramek Guamczycy zakończyli zmagania z kompletem porażek.
Występował na pozycji pomocnika, jego atutem była umiejętność dryblingu, kontrola piłki oraz siła strzału, angażował się również w pojedynki jeden na jeden. Jedenaście goli zdobytych w kadrze uczyniło go natomiast jej rekordzistą.

## Rugby union
Z rugby został zaznajomiony w ostatnim roku nauki w Simon Sanchez High School w Yigo, a po jej ukończeniu w 2006 roku przeniósł się do Kalifornii, gdzie związał się z klubem OMBAC z San Diego. Po roku uczestniczenia w rozgrywkach klubowych został wytypowany do zespołu USA Falcons występującego w turnieju North America 4. W pierwszych dwóch spotkaniach pełnił rolę skrzydłowego, w kolejnych trzech zaś zagrał jako łącznik ataku. Będąc głównym kopaczem drużyny we wszystkich pięciu meczach punktował, a jego zespół nie sprostał w finale Canada West.
Dobra postawa w tym turnieju zwróciła na niego uwagę szkoleniowców amerykańskiej kadry rugby 7 i Pangelinan został zaproszony na jej zgrupowanie. Zadebiutował w drugiej części IRB Sevens World Series sezonu 2008/2009 w turnieju Hong Kong Sevens 2009, a następnie zagrał również w pozostałych trzech zawodach (w Adelaide, Londynie i Edynburgu). W kolejnym sezonie znalazł się w składzie na dwa turnieje w Hongkongu i Adelaide, gdzie przyczynił się do pierwszego w historii awansu Amerykanów do finału. Brał udział w zgrupowaniach kadry również w sezonie 2010/2011, choć powołania na zawody nie otrzymał.
Złamana w maju 2011 roku kostka wyłączyła go z gry na osiem miesięcy – rozpoczął grę w klubie w lutym 2012 roku stawiając sobie za cel powrót do reprezentacji. Pierwszym krokiem w tym kierunku było powołanie do zespołu USA Select – de facto zaplecza kadry kraju w rugby union – na październikowy turniej Americas Rugby Championship 2012. W każdym z trzech spotkań wystąpił na innej pozycji – skrzydłowego, obrońcy i łącznika ataku – a zdobyte przez niego dwa karne były jedynymi punktami Amerykanów w pierwszych dwóch meczach.
W pierwszej reprezentacji zadebiutował 17 listopada 2012 roku meczem z Tonga, a tydzień później zagrał również przeciw Rumunii. W kolejnym roku również znalazł się w składzie kadry, wystąpił jedynie w spotkaniu z New Zealand Māori.